# Phil Hawn
Phil Hawn est un acteur américain né le 20 avril 1957 à Warrensburg dans le Missouri aux États-Unis.

## Filmographie
- 1998 : Tycus (vidéo) : Missile Control Engineer
- 1998 : Deep Impact : Refugee Climbing Fence
- 1998 : L'Arme fatale 4 (Lethal Weapon 4) : Businessman
- 1998 : Les Rois de Las Vegas (The Rat Pack) (TV) : Gambler in Sands Casino
- 1998 : Brink! (TV) : Pedestrian on Pier
- 1998 : Mr. Murder (TV) : Businessman at airport
- 1998 : Houdini (TV) : Audience Member
- 1998 : Life of the Party : The Pamela Harriman Story (TV) : Democratic Dinner Guest
- 1998 : David et Lisa (David and Lisa) (TV) : Institute Staff Member
- 1998 : Richie Rich : Meilleurs Vœux (Richie Rich's Christmas Wish) (vidéo) : Neighbor
- 1998 : Winchell (TV) : Vaudeville Pit Piano Player
- 1998 : Ennemi d'État (Enemy of the State) de Tony Scott : NSA Civilian Technician
- 1998 : Hard Time (TV) : Cop at Accident Scene
- 1998 : Préjudice (A Civil Action) : Attorney in Courtroom Gallery
- 1999 : Harbinger : Security Guard
- 1999 : Purgatory (TV) : Inhabitant of Refuge
- 1999 : La Tête dans le carton à chapeaux (Crazy in Alabama) : Gambler
- 1999 : L'Autre Sœur (The Other Sister) : Train Passenger
- 1999 : Sexe Intentions (Cruel Intentions) : Subway Pedestrian
- 1999 : En direct sur Ed TV (Edtv) de Ron Howard : Funeral Guest
- 1999 : Escapade à New York (The Out-of-Towners) : Business Traveler in Airports
- 1999 : Collège Attitude (Never Been Kissed) : T.V. News Cameraman
- 1999 : Supreme Sanction (TV) : Tourist Husband « Stanley »
- 1999 : Justice (TV) : Juror
- 1999 : Austin Powers 2 : L'Espion qui m'a tirée (Austin Powers: The Spy Who Shagged Me) : M.O.D. Crime Scene Investigator
- 1999 : Wild Wild West : Formal guest at masquerade ball
- 1999 : Inspecteur Gadget (Inspector Gadget) : Ice Cream Man
- 1999 : Le Prix du doute (A Table for One) : Party Guest
- 1999 : Molly : Patron du restaurant de la marina
- 1999 : La Muse (The Muse) : Tiffany Patron
- 1999 : Fight Club : Banquet Guest
- 1999 : Contre-offensive (Fugitive Mind) (vidéo) : TV News Cameraman
- 1999 : Pour l'amour du jeu (For Love of the Game) : Fan in Airport Lounge
- 1999 : Ma mère, moi et ma mère (Anywhere But Here) : Teacher in Picket Line
- 1999 : Sexe attitudes (Body Shots) : Club Patron
- 1999 : Une vie à deux (The Story of Us) : Restaurant Patron
- 1999 : Révélations (The Insider) : Businessman at Airport
- 1999 : Passeport pour Paris (Passport to Paris) (vidéo) : Teacher
- 1999 : Y a-t-il un parrain pour sauver la mafia ? (Kiss Toledo Goodbye) : Beauty Contest Spectator
- 1999 : La Ligne verte (The Green Mile) : Police Photographer
- 1999 : Magnolia : Bob, Seminar Attendee
- 2000 : Versus, l'ultime guerrier : Ronald
- 2000 : Maggie Moore : Man in Park
- 2000 : Thirsty : Jack the Waiter
- 2000 : The Valentine : Hank Reilly
- 2000 : Spoof! An Insider's Guide to Short Film Success : Loan Officer
- 2000 : What You Lookin' at : Transient / Angel
- 2000 : Cast : Charlie Kerns
- 2000 : The Extreme Adventures of Super Dave (vidéo) : Doctor
- 2000 : Mafia parano (Gun Shy) : FBI Agent
- 2000 : Knockout : Fight Spectator
- 2000 : The Million Dollar Hotel : Businessman
- 2000 : Dressing the Nelsons : Stanley Nelson
- 2000 : De quelle planète viens-tu ? (What Planet Are You From?) : Alien Student
- 2000 : Ready to Rumble : Attorney
- 2000 : Der Apfel : Nazi General
- 2000 : Perfect Game (en) (vidéo) : Little League Dad
- 2000 : Big Mamma (Big Momma's House) : Mailman
- 2000 : Beethoven 3 (Beethoven's 3rd) (vidéo) : Train Park Guest
- 2000 : Running Mates (TV) : Press Photographer
- 2000 : De toute beauté (Beautiful) : Man with Newspaper
- 2000 : Pure Bliss (vidéo) : Hitler
- 2000 : East of West : Victim
- 2000 : Treize jours (Thirteen Days) : Un Administrator
- 2001 : Dawn of Our Nation (TV) : Isaac Muzzy
- 2001 : The Greatest Intergalactic Hero : Waiter
- 2001 : Three Exits : Diner Patron
- 2001 : Donnie Darko : Teacher
- 2001 : Beautés empoisonnées (Heartbreakers) : Bank Customer
- 2001 : Welcome to Hell : Earl
- 2001 : 61* (TV) : Press Photographer
- 2001 : The Barber (The Man Who Wasn't There) : Man in courtroom
- 2001 : American Coffee : Local #4
- 2001 : All About You (en) : Keyboard Player
- 2001 : Il était une fois James Dean (James Dean) (TV) : Bartender
- 2001 : American Pie 2 de James B. Rogers : College Professor
- 2002 : Impostor : The project engineer
- 2002 : S1m0ne : Movie Theater Patron
- 2002 : La Guerre des Stevens : Dr. Lee Young
- 2002 : Condemned : Priest
- 2002 : American Icarus : Doctor
- 2003 : 30:13 : Bald Dee
- 2003 : 'Weird Al' Yankovic: The Ultimate Video Collection (vidéo) : Stage Diver (It's All About The Pentiums)
- 2004 : Clean : Executive
- 2005 : Fastback : Father
- 2005 : Vultures : Aaron Brodsky
- 2005 : Ben and Holly : Man at Fruit Stand